# Benedikt XV.
Benedikt XV., vlastním jménem Giacomo markýz della Chiesa, (21. listopadu 1854 Pegli u Janova – 22. ledna 1922 Apoštolský palác), byl v letech 1914 až 1922 v pořadí 258. papež katolické církve.

## Život
Pocházel z janovské šlechtické rodiny. Byl původně určen pro dráhu právnickou. Roku 1875 získal doktorát práva, později však přešel na teologii a poté vstoupil do kněžského semináře. Věnoval se od svého vysvěcení dráze diplomatické, vstoupil do diplomatického sboru Svatého stolce. Prošel tak různými stupni, až dosáhl hodnosti substituta státního tajemníka. Dne 16. prosince 1907 byl jmenován arcibiskupem boloňským. Dne 28. května 1914 byl jmenován kardinálem a brzy nato, 3. září 1914, byl v konkláve zvolen nástupcem papeže Pia X. jako Benedikt XV. a jako 258. nástupce apoštola Petra. Jeho volba překvapila, stejně jako volba jeho předchůdce Pia X., jenže tentokráte volba padla na aristokrata vysokého rodu, kdežto jeho předchůdce byl synem obecního poslíčka.
Většině jeho pontifikátu dominovala první světová válka, která se uvádí i jako jeden z možných důvodů vcelku překvapivé papežské volby, při níž získal důvěru zkušený diplomat, který se již dlouho v evropské politice pohyboval a měl k čerstvě vzniklému konfliktu definován jasný postoj a plán k jeho řešení. Důležitou úlohu hrál jistě i fakt, že z hlediska vnitrocírkevní politiky představoval della Chiesa kompromis mezi stylem předchozích papežů, Lva XIII. a Pia X.).
Papež vyhlásil v celém konfliktu neutralitu a opakovaně vyzýval k ukončení bojů a k nepoužívání některých mimořádně krutých zbraní (např. bojových plynů, intervenoval kvůli vyvražďování Arménů také u osmanského sultána Mehmeda V.), což vyvolávalo rozhořčené reakce na obou stranách fronty. Několikrát se neúspěšně pokoušel zprostředkovat mír. Jeho sedmibodový mírový plán byl sice odmítnut, neboť obě válčící strany jej považovaly za výhodnější pro svého protivníka, ale některé papežovy návrhy se opět objevily v mírové výzvě amerického prezidenta Wooodrowa Wilsona z ledna roku 1918. V roce 1921 zařadil do liturgického kalendáře památku Panny Marie Prostřednice všech milostí, na podnět belgického kardinála Merciera.
Po ukončení I. světové války se mu podařilo stabilizovat dlouhodobě napjaté diplomatické vztahy s Francií a diplomatická jednání udržoval i s ostatními zeměmi. Jako mistr diplomatického jednání dosáhl po válce toho, že byly obnoveny úřední styky mezi Francií a Vatikánem. Za něho se zlepšily vztahy mezi Vatikánem a italským královstvím. Některé státy (Německo aj.) povýšily svá vatikánská vyslanectví na velvyslanectví, přibylo několik nových diplomatických zastupitelství u papežského dvora (Rumunsko, Řecko, Bulharsko). Vliv papežského dvora byl tím vším neobyčejně posílen, zejména také tím, že hlava pravoslavné církve, ruský car, a hlava protestantismu, německý císař, zmizely. Zmínky zasluhuje ještě snaha Benedikta XV. o navázání styků s Polskem a Ukrajinou, aby urovnal starý spor mezi katolicismem a pravoslavím, takže Vatikán by se stal hlavou křesťanské církve.
Krom protiválečných snah pracoval na reorganizaci církevních struktur, aby odpovídaly moderní době. Ve své první encyklice odmítl, podobně jako Pius X., modernismus, který ovšem vymezil v mnohem užším smyslu než jeho předchůdce a stejně tak i přistupoval k osobnostem nařčeným z modernismu mnohem shovívavěji. Roku 1917 nechal Benedikt XV. vydat Kodex kanonického práva, který představuje první souhrnnou kodifikaci hlavních zákonů a předpisů římskokatolické církve). Všemožně též podporoval misijní dílo ve Třetím světě a kladl velký důraz na výchovu kněží pocházejících z původního obyvatelstva.
Zemřel 22. ledna 1922 na zápal plic.

## Encykliky
- Ad beatissimi apostolorum (1. listopad 1914)
- Annus iam plenus (1. prosinec 1920)
- Fausto appetente Die (29. červen 1921)
- Humani generis redemptionem (15. červen 1917)
- In hac tanta (14. květen 1919)
- In praeclara summorum (30. duben 1921)
- Pacem, Dei munus pulcherrimum (23. květen 1920)
- Paterno iam Diu (24. listopad 1919)
- Principi apostolorum Petro (5. říjen 1920)
- Quod iam Diu (1. prosinec 1918)
- Sacra propediem (6. leden 1921)
- Spiritus paraclitus (15. září 1920)